# تیم سیلویا
تیم سیلویا (انگلیسی: Tim Sylvia؛ زادهٔ ۵ مارس ۱۹۷۶) ورزشکار هنرهای رزمی ترکیبی و کشتی‌گیر کشتی حرفه‌ای اهل ایالات متحده آمریکا است.